# Lifers Group
Lifers Group ist eine Hip-Hop-Band, entstanden im Staatsgefängnis von New Jersey, Rahway Prison und 1970 gegründet. Die Mitglieder dieser Band sind, beziehungsweise waren verurteilte Schwerverbrecher, die 25 Jahre oder mehr absitzen mussten. Durch den Strafvollzug und viel Zeit zum Nachdenken wurde durch Lifers Group auch ein Jugendhilfe Projekt gestartet um den Jugendlichen auf der Straße zu zeigen, dass es nicht cool ist ein Gangster zu sein. Dies erreichte die Lifers Group primär durch ihre Songs, die den Gefängnisalltag und die einzelnen Schicksale der Bandmitglieder beschreiben.

## Bandgeschichte
Die aktive Lifers Group bestand aus zahlreichen Rappern, die alle ihre ganz spezielle Geschichte und Schicksal zu erzählen hatten. Namentlich waren es folgende Personen, die die Lifers Group populär machten: Maxwell Melvins (#66064), Crazy Chris Deluise (#62098), Goldie Boone (#59119), Big Al (#55886), Tariq Commander (#59189), Muhammad (#51727) die MC’s waren Aleem (#207015), Knowledge Born Allah (#210748), Tarell 'Amazing G' Baker (#212238), Basil 'B-Wise' Al-Kudair (#200662), Original (#219625), Rocky D (#200394), Chuck X (#215476), Nathan 'Merciful' Moore (#212834) und Almighty L (#209021). Oft nutzten sie auch ihre Gefangenennummer, um nochmal zu bekräftigen, dass im Gefängnis jeder gleich ist und man sein altes Leben verliert und bei Null anfangen muss.

## Diskografie

### Alben
- 1991: Lifers Group
- 1993: Living Proof

### Singles
- 1991: #66064 EP (12")
- 1991: #66064 EP (12")
- 1991: #66064 EP (CD, Maxi)
- 1991: Belly Of The Beast / The Real Deal (12", Promo)
- 1991: Real Deal / Lesson 4 (12", Promo)
- 1991: The Real Deal (12", Promo)
- 1993: Jack U. Back (So You Wanna Be A Gangsta) / Living Proof (Remix) (12")
- 1993: Short Life Of A Gangsta (12")

## Doku
- The Maxwell Melvins Interview / Part 1: Pre-Prison, Interview mit Maxwell Melvins (#66064) im Rahmen des Projekts Die Jim Crow (USA 2017, YouTube).
- The Maxwell Melvins Interview / Part 2: Origins of Lifers Group, Interview mit Maxwell Melvins (#66064) im Rahmen des Projekts Die Jim Crow (USA 2017, YouTube).